# Dhū l-faqār

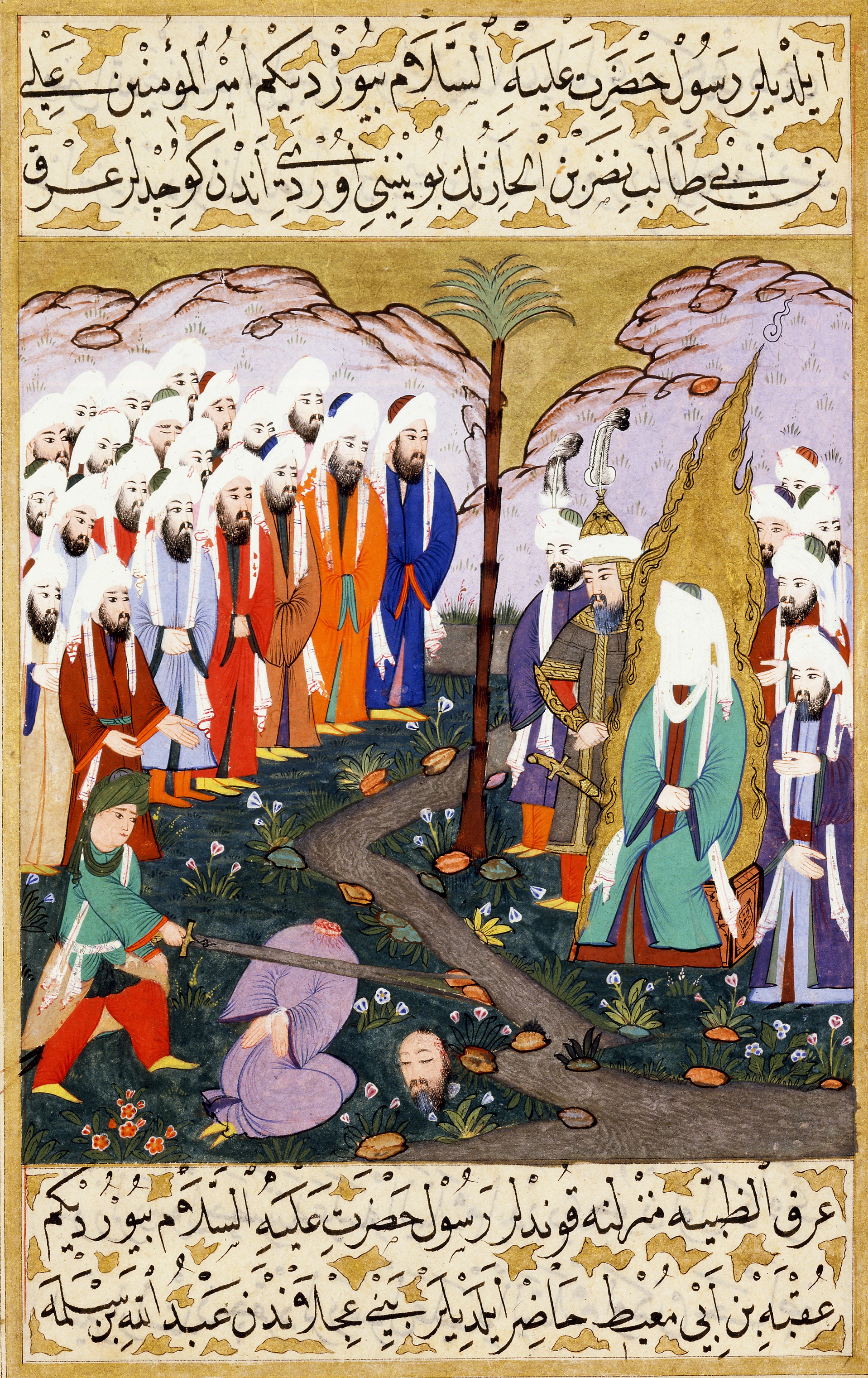
Ali, der in Anwesenheit Mohammeds mit dem zweiklingigen Dhū l-faqār an-Nadr ibn al-Hārith aus dem Stamm der Quraisch enthauptet. Osmanische Miniatur, 16. Jh.

Das Zülfikar, Schwert des ʿAlī ibn Abī Tālib, gilt als Identifikationssymbol der Aleviten

Iranische Flagge 1664–1979

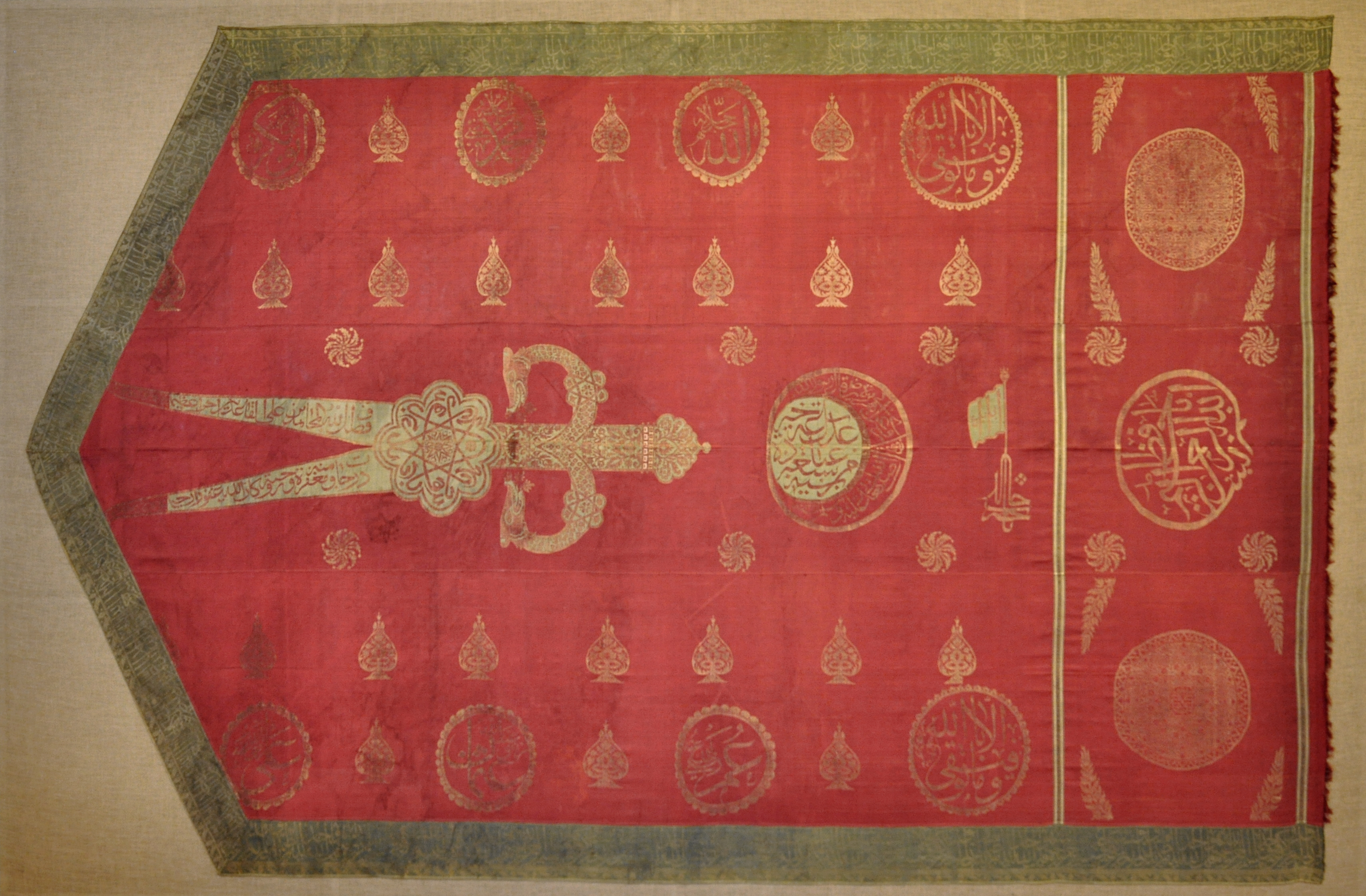
Türkische Seidenfahne, von 1810 bis 1811 mit dem Zülfikar-Schwert aus dem Museum für Angewandte Kunst, Frankfurt am Main

Dhū l-faqār (arabisch ذو الفقار, DMG Ḏū l-faqār, etwa: doppelt gefurcht, zwei-schneidig, zwei-klingig bzw. (Schwert) mit zwei Klingen), auch Zulfiqar oder Zulfikar, türkisch Zülfikar, war der Name eines Schwertes von  Ali ibn Abi Talib, das er in der Schlacht von Badr von seinem Schwiegervater Mohammed als Beute erhalten hat. Einer legendären Version nach wurde das Schwert nicht als Kriegsbeute gefunden, sondern von dem Erzengel Gabriel überreicht. In der Folge wurde das Schwert zu einem wichtigen Symbol der Schiiten, Aleviten und Alawiten.
Der Name des Schwertes ist schon seit dem späten 8. Jahrhundert bezeugt. Einer Überlieferung zufolge soll damit auf das Vorhandensein von Löchern (fuqra) bzw. Rillen oder Furchen auf dem Schwert hingewiesen werden, die während des Vorgangs der Ziselierung entstanden sind. Später wurde der Name jedoch in dem Sinne gedeutet, dass das Schwert einen Spalt besitzt. Dementsprechend wurde es als zweiklingig oder zweispitzig dargestellt. Bei der Umdeutung waren auch iranische eschatologische Mythen über den Saoschjant wirksam.

## Bedeutungen

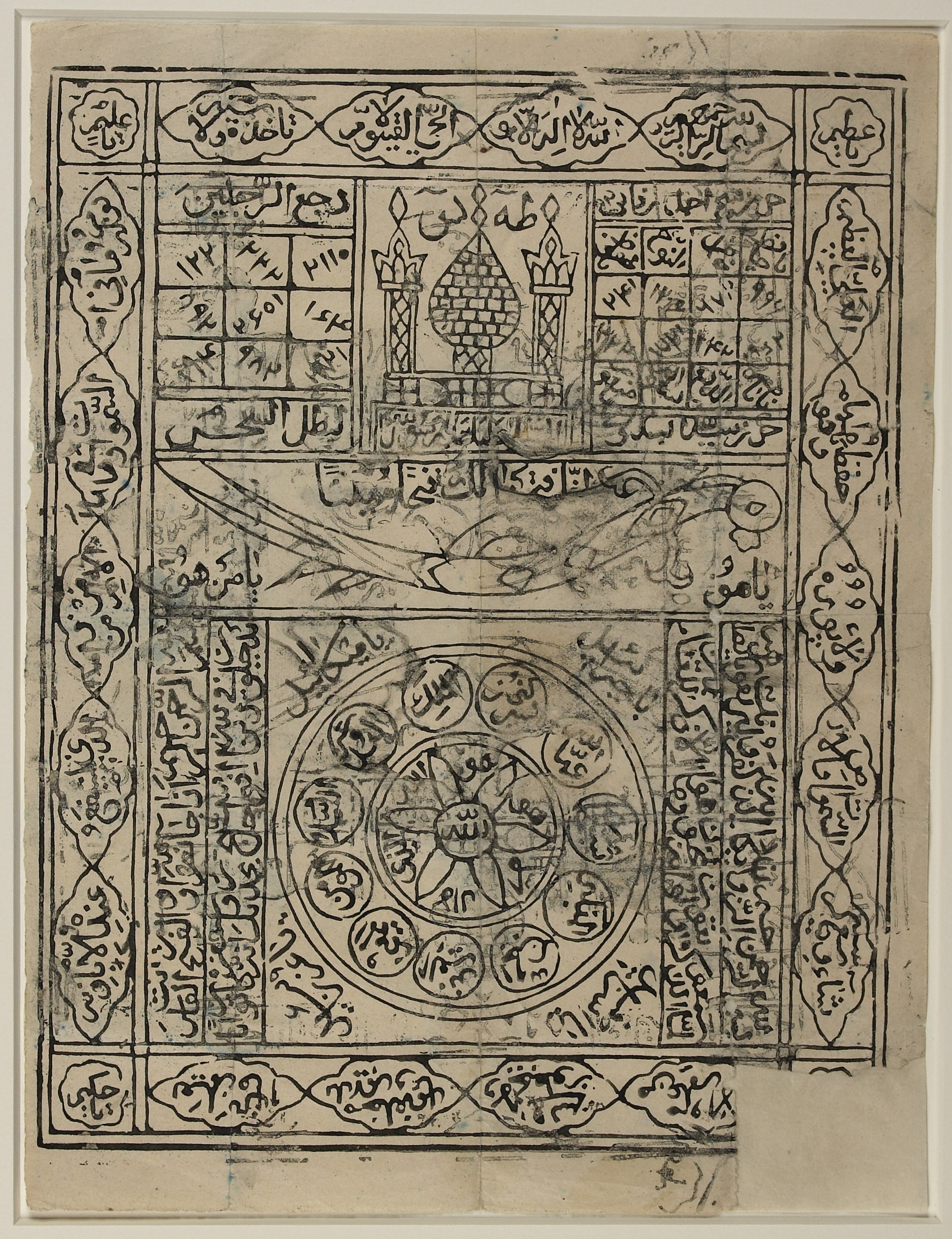
Schiitisches Amulett aus Indien, 19. Jahrhundert, mit dem Dhū l-faqār-Schwert

Spätestens seit dem frühen 9. Jahrhundert wird eine enge Beziehung zwischen Ali ibn Abi Talib und dem Schwert Dhū l-faqār hergestellt. Ibn Hischām zitiert die Überlieferung, wonach bei der Schlacht von Uhud ein namenloser Rufer rief: "Es gibt kein besseres Schwert als Dhū l-faqār und keinen besseren Helden als ʿAlī" (lā saifa illā dhū l-faqār wa-lā fatā illā ʿAlīyun).
Aufgrund dieser und ähnlicher Überlieferungen, die dem Schwert zum Teil eine magische Kraft zuschreiben, ist Dhū l-faqār ein wichtiges Symbol von ʿAlī und den Schiiten geworden. Diese symbolische Funktion erfüllt es auch bei den Aleviten, die es auf Türkisch Zülfikar nennen. Bei ihnen repräsentiert es den Widerstand gegen Unterdrückung und Unmenschlichkeit. Das Zülfikar wird häufig von Jugendlichen als Halskette oder Emblem auf einer grünen Fahne getragen, um ihre Religion zu zeigen.
Auch im persischen Wappen trägt ein Löwe ein Schwert und erinnert an Ali, der als „Löwe Gottes“ bezeichnet wurde.
Zwölfer-schiitischen Legenden zufolge befindet sich Dhū l-faqār jetzt im Besitz des verborgenen Muhammad al-Mahdi.
Die Formel lā saif illā dhū l-faqār ("Es gibt kein besseres Schwert außer Dhū l-faqār") findet sich auf einzelnen, kunstvoll bearbeiteten Schwertern, die seit dem Mittelalter bis zur Moderne in der ganzen islamischen Welt geschmiedet werden.

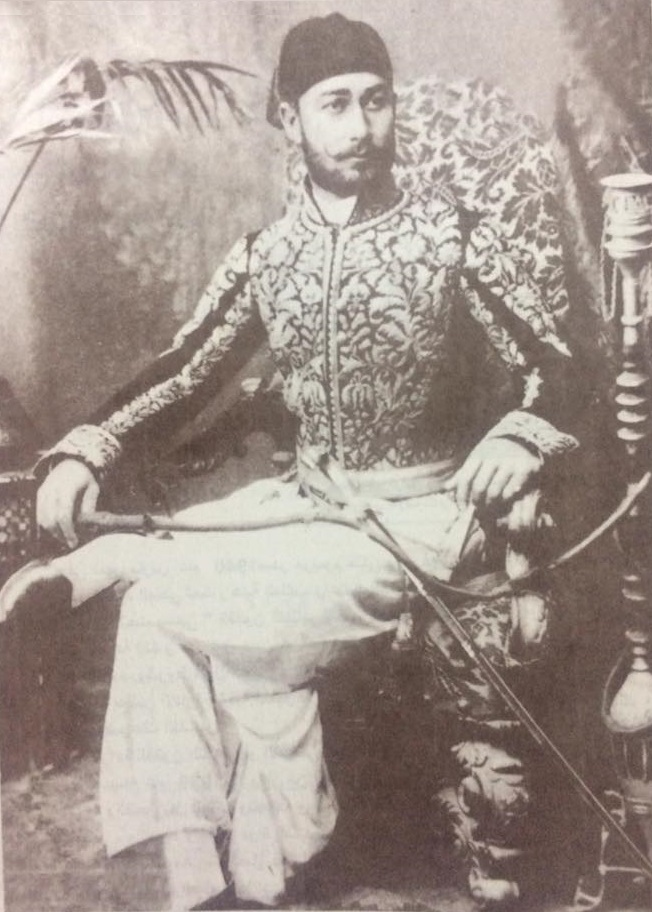
Mohamed Sa'id Paşa Zulfiqar

## Namensverwendung

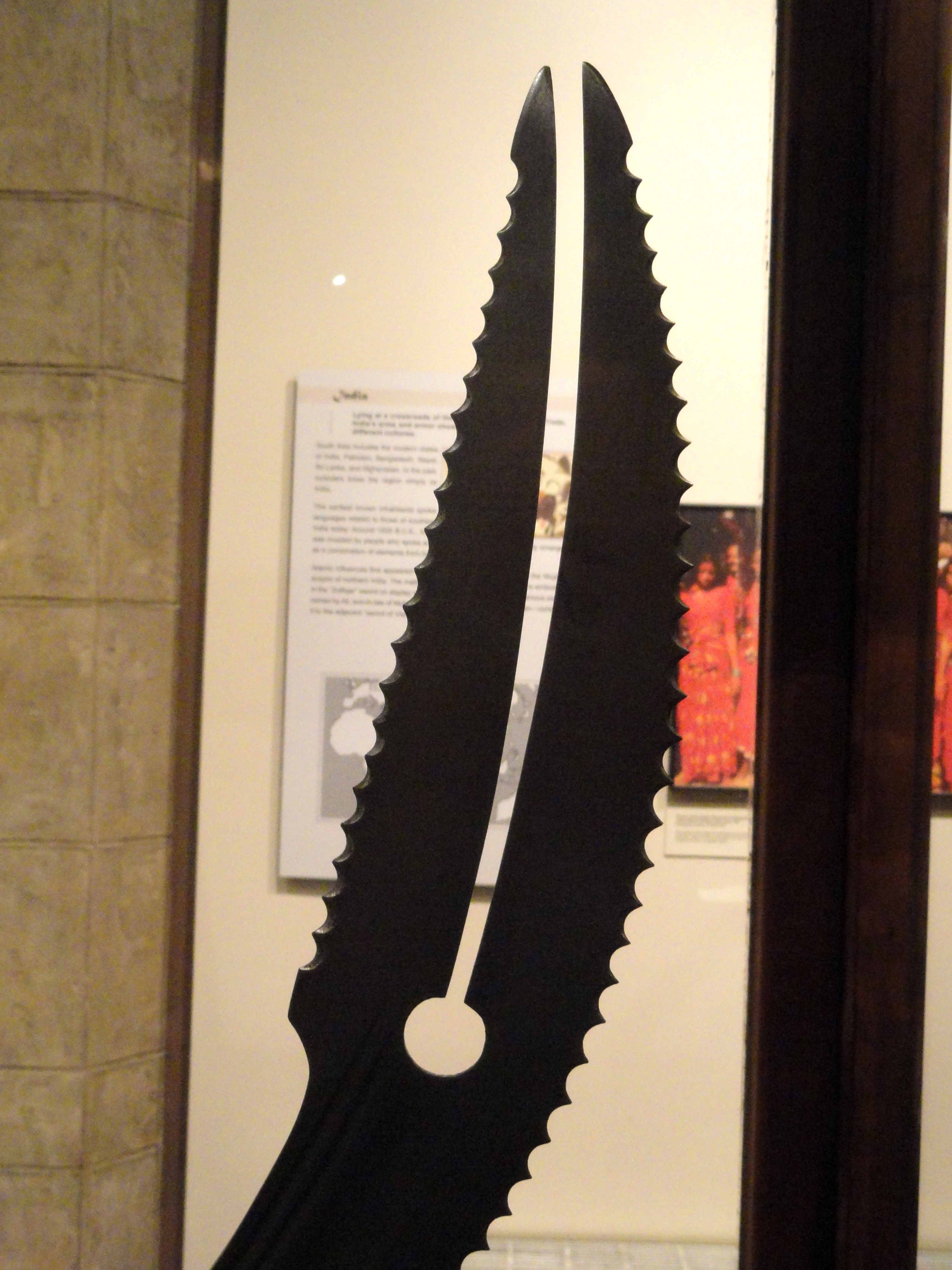
Indisches „Zulfiqr“

Der Name des Schwertes wird als Gattungsname für Klingen unterschiedlicher Hieb- und Stichwaffen verwendet. So gibt es Dsulfiquar Katare und auch beim Thega, einem indischen Krummschwert, wird von einer „Zulfikar-Klinge“ gesprochen.
Darüber hinaus ist der Name des Schwertes bei Schiiten und Aleviten auch als Personenname gebräuchlich, als Vorname beispielsweise bei dem ehemaligen pakistanischen Premierminister Zulfikar Ali Bhutto oder als Familienname des türkischen Künstler Ali Zülfikar.
Auch der Panzer Zulfiqar ist nach dem Schwert benannt.